# 鳥取県道234号東郷羽合線
鳥取県道234号東郷羽合線（とっとりけんどう234ごう とうごうはわいせん）は、鳥取県東伯郡湯梨浜町を通る一般県道である。

## 概要
東伯郡湯梨浜町大字松崎から東伯郡湯梨浜町大字久留に至る。

### 路線データ
- 起点：鳥取県東伯郡湯梨浜町大字松崎（鳥取県道22号倉吉青谷線交点）
- 終点：鳥取県東伯郡湯梨浜町大字久留（国道179号交点、鳥取県道185号東郷湖線終点）

## 路線状況

### 重複区間
- 鳥取県道503号赤碕東郷自転車道線（東伯郡湯梨浜町大字藤津 - 東伯郡湯梨浜町大字光吉）
- 鳥取県道501号倉吉東郷自転車道線（東伯郡湯梨浜町大字光吉）
- 鳥取県道185号東郷湖線（東伯郡湯梨浜町大字光吉 - 東伯郡湯梨浜町大字久留（終点））

### 道路施設

#### 橋梁
- 一の宮橋（舎人川、東伯郡湯梨浜町）
- 浅津橋（橋津川、東伯郡湯梨浜町）

## 地理

### 通過する自治体
- 鳥取県
  - 東伯郡湯梨浜町

### 交差する道路
| 交差する道路                                                                              | 交差する場所 | 交差する場所 |
| ----------------------------------------------------------------------------------------- | ------------ | ------------ |
| 鳥取県道22号倉吉青谷線                                                                    | 大字松崎     | 起点         |
| 鳥取県道503号赤碕東郷自転車道線 重複区間起点                                              | 大字藤津     |              |
| 鳥取県道185号東郷湖線 重複区間起点 鳥取県道501号倉吉東郷自転車道線 重複区間起点           | 大字光吉     |              |
| 鳥取県道501号倉吉東郷自転車道線 重複区間終点 鳥取県道503号赤碕東郷自転車道線 重複区間終点 | 大字光吉     |              |
| 国道179号 鳥取県道185号東郷湖線 重複区間終点                                              | 大字久留     | 終点         |

### 沿線
- 東郷湖